# Butler megye (Iowa)
Butler megye az Amerikai Egyesült Államokban, azon belül Iowa államban található. Lakosainak száma 14 334 fő (2020. április 1.). Butler megye Floyd, Grundy, Franklin, Bremer, Black Hawk, Chickasaw, Cerro Gordo és Hardin megyékkel határos.

## Népesség
A megye népessége az elmúlt években az alábbi módon változott:
| Lakosok száma | 14 901 | 14 948 | 14 976 | 15 021 | 14 915 | 14 334 |
|               | 2010   | 2011   | 2012   | 2013   | 2015   | 2020   |